# Háj ve Slezsku
Háj ve Slezsku là một làng thuộc huyện Opava, vùng Moravskoslezský, Cộng hòa Séc.